# Gasledning

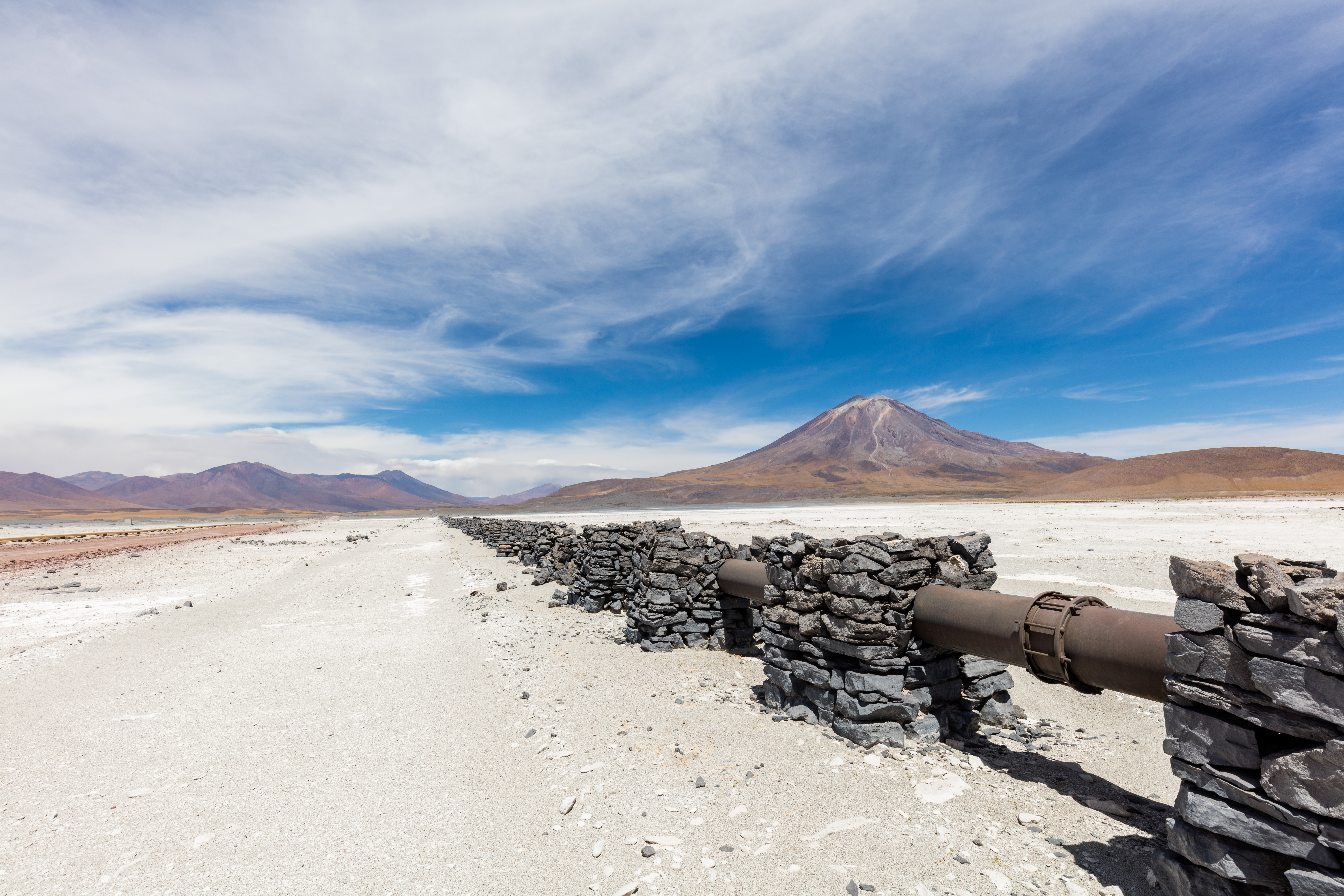
Delvis övertäckt gasledning i Región de Antofagasta, norra Chile.

En gasledning är en fast anläggning av rör och tillhörande apparater för transport av gas, särskilt gasbränslen.

## Fastighet
Det finns system av gasledningar i en del hus, vanligen för köksspis men ibland också för varmvattenberedning. I regel levereras gasen till detta från ett större gasrörsnät som ofta täcker en hel stad. Det nyttjas allt mindre och är på många håll helt ersatt av elektriska anläggningar.
På senare år har det också blivit populärt att i enskilda bostäder installera gasspis och -grill där gasen levereras på flaska av spisägaren själv.
Det finns ett omfattande regelverk för dessa anläggningar i hus.

## Stad
I många städer finns mycket omfattande, i regel nedgrävda, distributionssystem för gas, till användning i hushåll och industri.

## Kontinent
Lejonparten av den nyttjade gasen kommer ur fossila reserver. Gasen distribueras därefter till konsumenter, ofta över stora avstånd, över land och hav.
Framdragning och kontroll av gasledning har ibland lett till internationella kontroverser.